# Polis-Institut
Polis – The Jerusalem Institute of Languages and Humanities ist eine nicht gewinnorientierte akademische Institution, die sich in Jerusalem befindet. Sie wurde im Jahr 2011 im Kontext des erneuten weltweiten Interesses für alte Sprachen und Zivilisationen gegründet, mit dem Ziel, das Studium der Altphilologie durch das Interesse für die abend- und morgenländische Kultur wieder lebendig zu machen.
Die Polis-Methode stützt sich auf die jüngsten Entwicklungen in der angewandten Linguistik und das israelische Fachwissen im Unterrichten des modernen Hebräisch (Ulpan-Methode) und lehrt die sogenannten „toten Sprachen“ in einer einsprachigen, umfassenden Umgebung. Das Institut befindet sich in Musrara in der Nähe der Altstadt von Jerusalem. Die Studenten kommen aus mehr als dreißig Ländern aus sechs Kontinenten.

## Geschichte

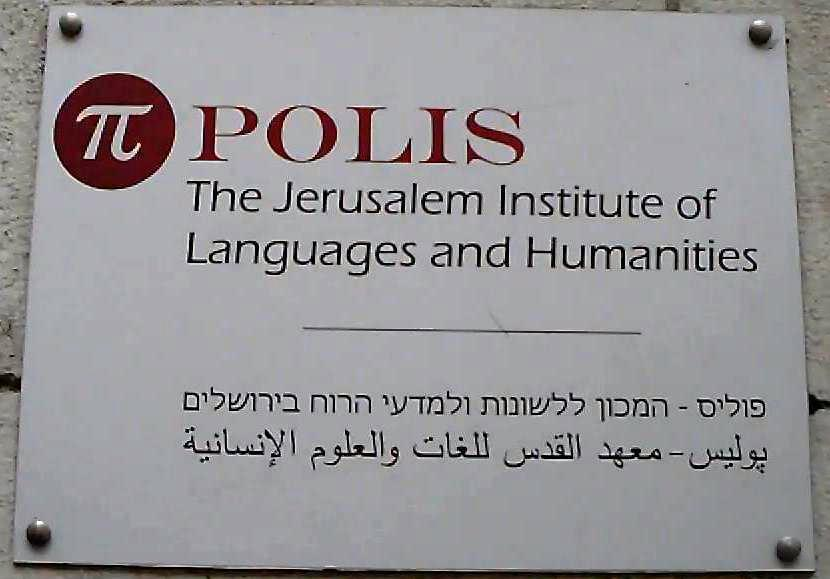
Straßenansicht des Plakats von Polis mit dem offiziellen Namen des Instituts in Englisch, Hebräisch und Arabisch

Das Institut wurde 2011 in das israelische Non-Profit-Register (Dokument auf Hebräisch) [11] eingetragen und bot das ganze Jahr über Kurse für modernes Hebräisch und Arabisch sowie Altgriechisch an. Die Hauptidee war es, alte Sprachen als lebendige zu unterrichten und ein Team von Lehrern verschiedener Sprachen zusammenzustellen, die Techniken und Strategien des Sprachunterrichts untereinander austauschen konnten. Es wurde schnell klar, wie wichtig es war, die Schüler vollständig in die Sprache, die während des Unterrichts selbst gesprochen wurde, eintauchen zu lassen. Dies galt sowohl für moderne als auch für alte Sprachen. Sie zählten insbesondere auf die Methoden für den Unterricht des modernen Hebräischen in Israel und auf die Erfahrung Christophe Ricos, der Altgriechisch unterrichtet.
Der Hauptgrund für die Durchführung dieser Aktivität als gemeinnützige Organisation bestand darin, die Kultur des Dialogs durch Sprachen für möglichst viele Menschen zu fördern. Bald nach seiner Gründung begann Polis, zu einem besseren Verständnis der verschiedenen ethnischen und religiösen Gruppen in Jerusalem beizutragen.
2013 eröffnete das Institut ein Programm für antike Philologie, an dem mehrere Studenten und Wissenschaftler aus den USA und Europa teilnahmen. Das Programm hat jetzt Studenten aus Asien, Europa, Nordamerika und Südamerika.
Polis und seine Fakultät haben intensive Sprachkurse sowie kürzere Seminare und Gespräche organisiert, um die Polis-Methode und das Interesse an alter Sprache, Kultur und Literatur in anderen Ländern wie Italien, Peru und Argentinien zu verbreiten. [14] die Vereinigten Staaten, [15] [16] Spanien, [17] Marokko, [13] Finnland, [18] Schweden, [19] und die Philippinen.

## Die Polis-Methode

### Theoretische Prinzipien
Die Polis-Methode umfasst eine Vielzahl von Ansätzen und Techniken zum Unterrichten moderner Sprachen, die auf alte Sprachen angewendet werden. Diese Strategien werden unter zwei Hauptgrundsätzen vereinheitlicht.

#### Vollständiges Eintauchen
Eine Fülle von Forschungen [22] [23] stützen das Prinzip, dass das Erlernen von Sprachen am besten in einer vollständig immersiven Umgebung stattfindet, in der nur die Zielsprache gehört, gelesen, gesprochen und geschrieben wird. Dieses theoretische Prinzip markiert den Hauptunterschied zwischen der Polis-Methode und den traditionellen Grammatik-Übersetzungsmethoden und ist die Hauptgrundlage für die Einbeziehung bestimmter praktischer Techniken in unsere Methodik.

#### Dynamische Sprachentwicklung
Polis glaubt, dass grammatikalische Strukturen gemäß ihrer natürlichen Erwerbsreihenfolge gelernt werden müssen. Es erkennt somit nicht nur den kontinuierlichen Fortschritt des Schülers beim Spracherwerb an, der auf den vier grundlegenden Sprachkenntnissen des Zuhörens, Sprechens, Lesens und Schreibens basiert, sondern auch die Diskursmodi oder literarischen Genres – Dialog ›Erzählung› Argumentation ›Poesie –, die an diesem Fortschritt beteiligt sind Spracherwerb.
Unter Berücksichtigung dieser Prinzipien stellt Polis eine breite Palette von Ansätzen und Unterrichtstechniken zusammen und passt sie an, die seit den 70er Jahren in den USA und Kanada entwickelt wurden [24] und in jüngerer Zeit in Frankreich entwickelt wurden. [25] Einer der wichtigsten Befürworter und Initiatoren, der Linguist Christophe Rico, sagte: "Die Hauptinnovation der Polis-Methode ist die Anwendung dieser beiden Methoden, um die sogenannten" toten "Zungen so zu lehren, als wären sie " lebende "

### Praktische Techniken

#### Total Physical Response (TPR) (totales Eintauchen)
Total Physical Response (TPR) ist eine Sprachunterrichtstechnik, die erstmals vom Psychologen James John Asher (San José State University) auf der Grundlage seiner Beobachtungen zum Spracherwerb bei kleinen Kindern entwickelt wurde. Obwohl die Theorie hinter TPR und der Begriff selbst erst in den späten 70er Jahren die breite Öffentlichkeit erreicht haben, als Professor Asher ein Buch mit dem Titel „Eine andere Sprache durch Aktionen lernen“ veröffentlichte [26], wurde deutlich, dass viele von Ashers Ideen viel gemeinsam hatten diejenigen, die im späten 19. und frühen 20. Jahrhundert von WHD Rouse befürwortet wurden, bekannt für seine natürliche oder direkte Methode.
Innerhalb der Polis-Methode erscheint TPR in der ersten Klasse und ist in jedem Schritt des Lernprozesses vorhanden. In der ersten Sitzung muss der Schüler nur physisch auf eine Reihe von Befehlen des Lehrers reagieren, und es wird keine verbale Interaktion erwartet. Fortgeschrittene Schüler werden jedoch gebeten, ihre Handlungen während der Ausführung zu beschreiben, Handlungen verbal vorwegzunehmen oder zu beschreiben, was sie gerade gesehen haben. Obwohl die TPR-Aktivitäten im Verlauf des Kurses tendenziell abnehmen, hat sie sich selbst in den fortgeschrittensten Stadien als recht fruchtbar erwiesen, wenn die Schüler mit besonders komplexen Strukturen konfrontiert sind, wie dem Genitiv Absolut auf Griechisch oder dem Accusativus cum Infinitivo.
Ein typisches Klassenzimmer in Polis, das Total Physical Response (TPR) und Gespräche in Gruppen ermöglicht, Strategien, die in der Polis-Methode verwendet werden

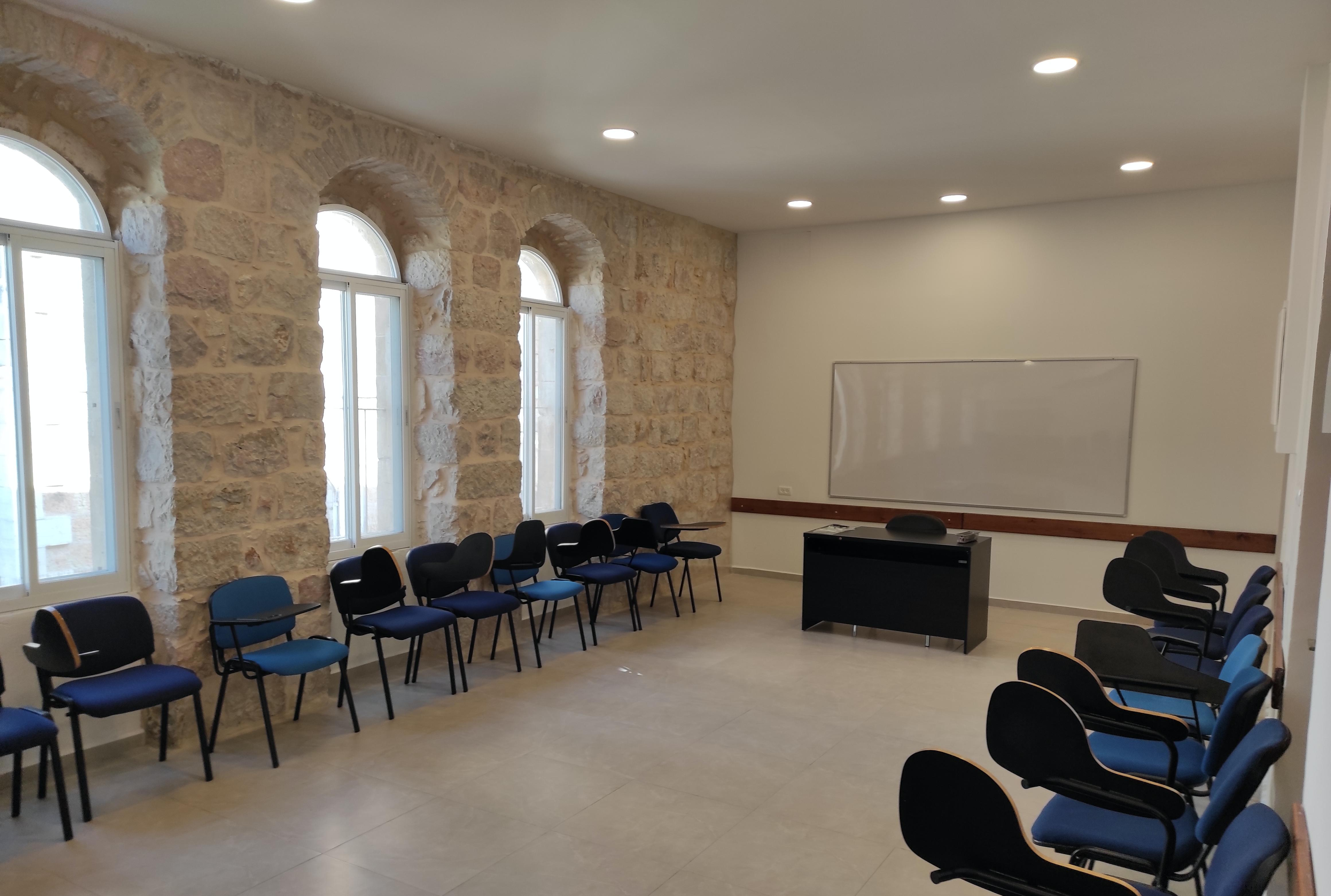
Ein typisches Klassenzimmer in Polis, das Total Physical Response (TPR) und Gespräche in Gruppen ermöglicht, die in der Polis-Methode verwendet werden

#### Teaching Proficiency through Reading and Storytelling (TPRS) (Lehrkompetenz durch Lesen und Geschichtenerzählen)
TPR Storytelling als Spracherwerbstechnik wurde in den 90er Jahren von der Spanischlehrerin Blaine Ray entwickelt, inspiriert von Steven Krashens Theorie zum Fremdsprachenerwerb und seiner Betonung der Rolle des „verständlichen Inputs“ bei der Beherrschung der Sprache (Output) eines Schülers. Laut Krashen ist es wichtig, dass die Schüler Sätzen ausgesetzt sind, deren Bedeutung sie vollständig erfassen können. Dies ist eine Bedingung, die eine strenge Kontrolle darüber erfordert, wie und wann neue Wörter und Strukturen präsentiert werden, um neue Wörter nur auf einen kleinen Prozentsatz der ganzen Nachricht zu beschränken. [27]
Um den Schülern eine Lernumgebung zu bieten, in der „verständliche Beiträge“ stattfinden können, hat Blaine Ray eine Reihe von Geschichten oder Erzählungen entwickelt, in die sich die Schüler aktiv einbringen können. Während der gesamten Erzählung werden den Schülern Botschaften präsentiert, die ihrem Sprachniveau entsprechen und gleichzeitig neues Vokabular einführen können. [28]
Bei der Anpassung der Strategie des Geschichtenerzählens schließt die Polis-Methode Übersetzungen und Erklärungen in einer anderen Sprache als der unterrichteten vollständig aus. Ein weiteres charakteristisches Merkmal der Art des Geschichtenerzählens von The Polis Method ist die Ermutigung der Schüler, so weit wie möglich in vollständigen Sätzen zu antworten und nicht nur mit jeweils einem Wort. Durch diesen Ansatz fördert Polis die Internalisierung von Sprechfähigkeiten.

#### Geschichtsaufbau
Die Story Building Technique wurde erstmals 2007 von Greg Thomson (University of Alberta) im Rahmen der GPA-Methode (Growing Participator Approach) entwickelt. Seine Theorie beruht auf der Idee, aufeinanderfolgende Bilder zu präsentieren, die zusammen eine konsistente Geschichte bilden. Die Schüler werden dann gebeten, die präsentierten Bilder unter Verwendung des ihnen bekannten Vokabulars zu beschreiben. Diese Übung verstärkt

#### Bilder und Requisiten
Da das menschliche Gedächtnis weitgehend von der sensorischen Erfahrung abhängt, ist die Verwendung von Bildern und Requisiten ein sehr effektives Werkzeug, um neues Vokabular zu präsentieren, sodass die Schüler ein neues Wort direkt mit einer sensorischen Erfahrung verknüpfen können. [30] [31]

#### Gespräch zu zweit oder in kleinen Gruppen
Gespräche zwischen Schülern im Unterricht sind ein allgemeines und sehr wichtiges Merkmal des modernen Sprachunterrichts, [32] [33] [34] das Polis für den Unterricht in alten Sprachen anwendet. Diese Interaktion ist ein sehr effektives Werkzeug in fortgeschrittenen Klassen, da der Schüler beim Üben des Sprechens Fortschritte beim Spracherwerb macht. Geführte Gespräche können zwei bis fünf Schüler gleichzeitig umfassen und sind sorgfältig so gestaltet, dass die Sprechzeit jedes Schülers maximiert und mögliche Fehler ordnungsgemäß korrigiert werden.

#### Living Sequential Expression (LSE) (lebender sequentieller Ausdruck)
Die neueste Unterrichtsstrategie, die Polis-Instruktoren konzipiert und entwickelt haben und jetzt anwenden, ist eine Technik namens Living Sequential Expression (LSE). [25] Dieser Ansatz wurde von der Arbeit des französischen Pädagogen und Fremdsprachenlehrers François Gouin (1831–1896) inspiriert, der die Serienmethode des Spracherwerbs entwickelte. [35] [36] Beim Polis LSE-Ansatz wird den Schülern eine Reihe von Sätzen präsentiert, die „Sequenzen logisch verbundener Aktionen“ ausdrücken, und sie verstehen schließlich die Bedeutung der Sätze, indem sie die genannten Aktionen ausführen und dann darüber berichten. [37]

#### Andere Aktivitäten und Techniken
Aktivitäten, bei denen die Verwendung von Sprache als eine der Hauptkomponenten erforderlich ist, können in hohem Maße dazu beitragen, ein natürlicheres immersives Erlebnis zu schaffen. Unter Berücksichtigung dieses Prinzips ermutigt Polis die Schüler, an Aktivitäten außerhalb der Klasse teilzunehmen, beispielsweise an den vollständigen Immersions-Mittagessen, bei denen Schüler und Lehrer zusammen speisen und ausschließlich in der Zielsprache sprechen. [38]
Lieder sind auch eine andere Strategie, die Sprachschülern hilft, Vokabeln und Grammatik beizubehalten. [39] [40] [41] Polis setzt dieses Sprachlernwerkzeug daher ein, indem er Lieder mit Texten in alten Sprachen unterrichtet. Im ersten Jahr des Altgriechischkurses werden beispielsweise etwa zehn Lieder unterrichtet.

## Akademische Programme

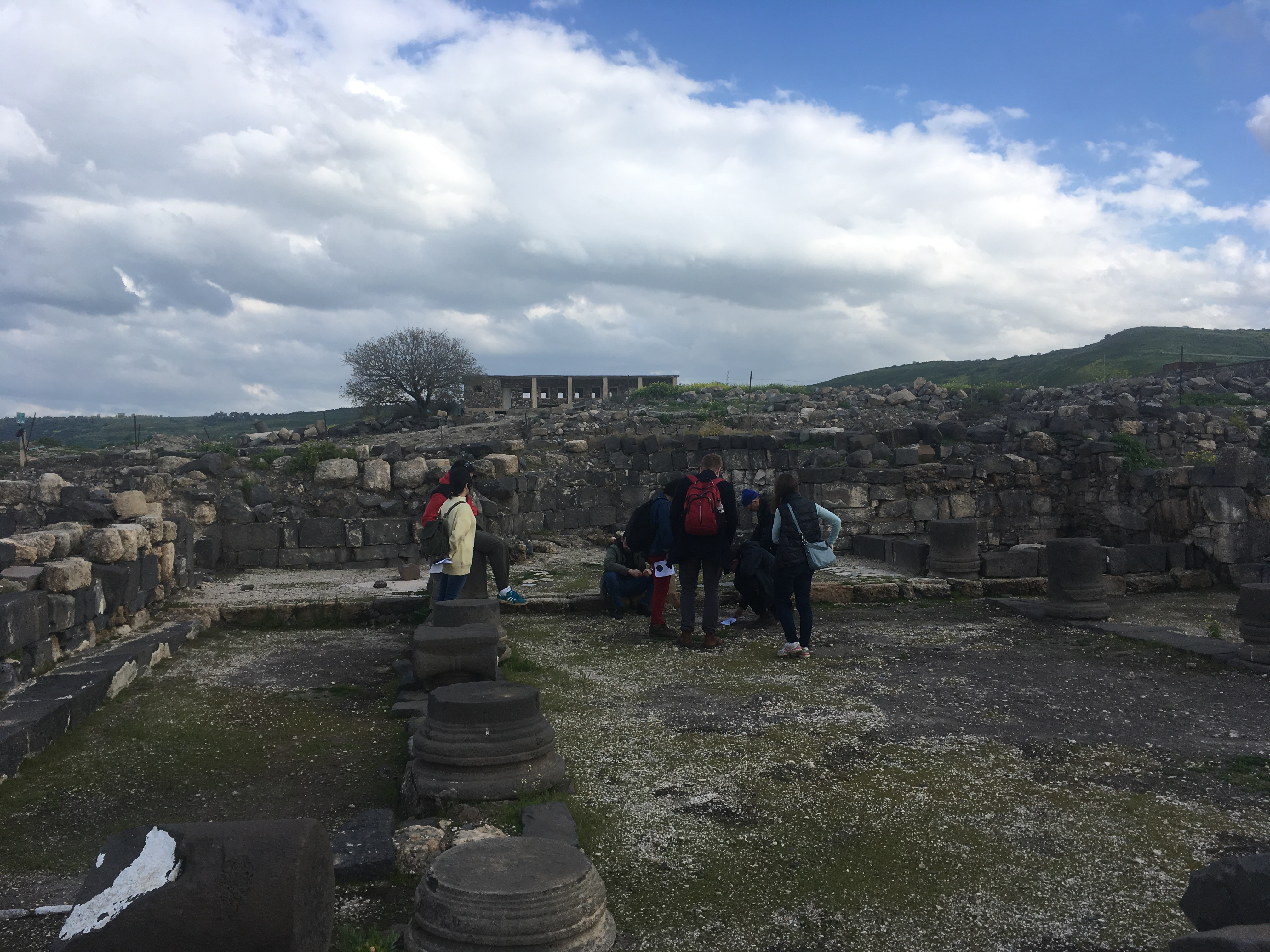
Unter den Ruinen einer alten jüdischen Gemeinde während einer Exkursion nach Gamla und Susita beim Kurs für historische Geographie

### Master of Arts (MA) von Drittanbietern
Durch seine Partnerschaften mit angesehenen europäischen Universitäten, die einen Master of Arts (MA) in Antiker Philologie [42] und in Sprachen des Nahen Ostens [43] vergeben, kann das Polis-Institut seinen Studenten nun die Möglichkeit geben, während des Besuchs seiner Programme in Jerusalem und unter Verwendung der Polis-Methode einen Master-Abschluss zu erwerben. Zu diesen Universitäten gehören die Päpstliche Universität von Santa Croce in Rom, die Universität von Navarra in Pamplona und die Internationale Universität von Katalonien in Barcelona. [44] [45] Was früher nur zweijährige Zertifikatskurse in Altphilologie und Sprachen des Nahen Ostens waren, sind jetzt ausgewachsene MA-Programme.

#### Master of Arts in Antiker Philologie
Der MA für Alte Philologie widmet sich dem Studium des Altgriechischen und des Biblischen Hebräischen, für das während der zwei Jahre des Programms ein intensives Sprachtraining angeboten wird. Die Teilnehmer dieses Programms müssen fünf Stufen Altgriechisch und vier Stufen Biblisch-Hebräisch belegen. Um den MA-Abschluss zu erhalten, müssen die Studierenden auch obligatorische theoretische Kurse absolvieren, die ihr Sprachstudium in den Bereichen Philosophie, Geschichte, Geographie, Linguistik, Paläographie und Literatur ergänzen. Außerdem reichen diejenigen im Forschungsbereich eine Masterarbeit ein, um ihren Abschluss zu erhalten, während diejenigen im Nicht-Forschungsbereich eine Seminararbeit schreiben und zusätzliche Pflichtkurse besuchen. Um die für den Abschluss des Programms erforderlichen ECTS-Punkte zu erhalten, können sich die Studierenden für weiterführende Kurse für Altgriechisch und Biblisches Hebräisch als Wahlkurse oder für andere Sprachen wie Latein, klassisches Syrisch, bohairisches Koptisch und modernes Hebräisch entscheiden. Der MA-Abschluss in Antiker Philologie wird entweder von der Päpstlichen Universität von Santa Croce in Rom oder der Internationalen Universität von Katalonien in Barcelona verliehen. [42] [45]

#### Master of Arts in nahöstlichen Sprachen
Der MA für Sprachen des Nahen Ostens konzentriert sich auf die Ausbildung von Studenten in semitischen Sprachen, die sowohl durch Hebräisch als auch durch Arabisch repräsentiert werden. Die Schüler müssen innerhalb von zwei Jahren vier Stufen Hebräisch (sie können zwischen modernem Hebräisch und biblischem Hebräisch wählen), vier Stufen modernes Standardarabisch und drei Stufen gesprochenes Arabisch absolvieren. Um den MA-Abschluss zu erhalten, müssen die Studierenden obligatorische theoretische Kurse in Bereichen absolvieren, die dem MA in Antiker Philologie mit dem zusätzlichen Bereich Arabistik ähneln. Als Wahlfächer zum Abschluss des Programms könnten sie sich dafür entscheiden, mehr Hebräisch und / oder Arabisch, andere theoretische Kurse oder andere Wahlfächer wie Latein, klassisches Syrisch und bohairisches Koptisch zu lernen. Diejenigen im Forschungsbereich müssen eine Masterarbeit schreiben, um ihren Abschluss zu erhalten, während diejenigen im Nicht-Forschungsbereich eine Seminararbeit vorlegen, zusätzliche Pflichtkurse besuchen und einen Sprachkurs auf Arabisch oder Hebräisch beenden. Der MA-Abschluss in Sprachen des Nahen Ostens wird von der Universität von Navarra in Pamplona verliehen. [43] [45]

#### Schwerpunkt im Unterrichten alter Sprachen
Diejenigen im zweiten Jahr des MA in Ancient Philology und MA in Near Eastern Languages oder andere MA-Absolventen, die Erfahrungen aus erster Hand im Unterrichten sammeln möchten, können sich für den Schwerpunkt im Unterrichten alter Sprachen bewerben. Das Programm konzentriert sich auf „die Besonderheiten des Unterrichts alter Sprachen in einem immersiven Umfeld“ und bietet den Studenten ebenfalls die Möglichkeit, an einem methodischen Kurs und Workshops teilzunehmen. [45]

#### Schwerpunkt semitische Philologie
Der MA in Sprachen des Nahen Ostens bietet einen Kurs in semitischer Philologie für Studenten, die sich auf die Bereiche der hebräischen Bibel, Manuskriptstudien sowie arabische Literatur und Philosophie konzentrieren möchten. Für diesen Titel ist biblisches Hebräisch erforderlich. Kurse in biblisch-hebräischer Philologie, ugaritischer Sprache und Literatur sowie semitischer Paläographie sind ebenfalls erforderlich für diejenigen in dieser Schiene, die in der regulären Schiene nicht erforderlich wären. [43]

### Zertifikatsprogramme

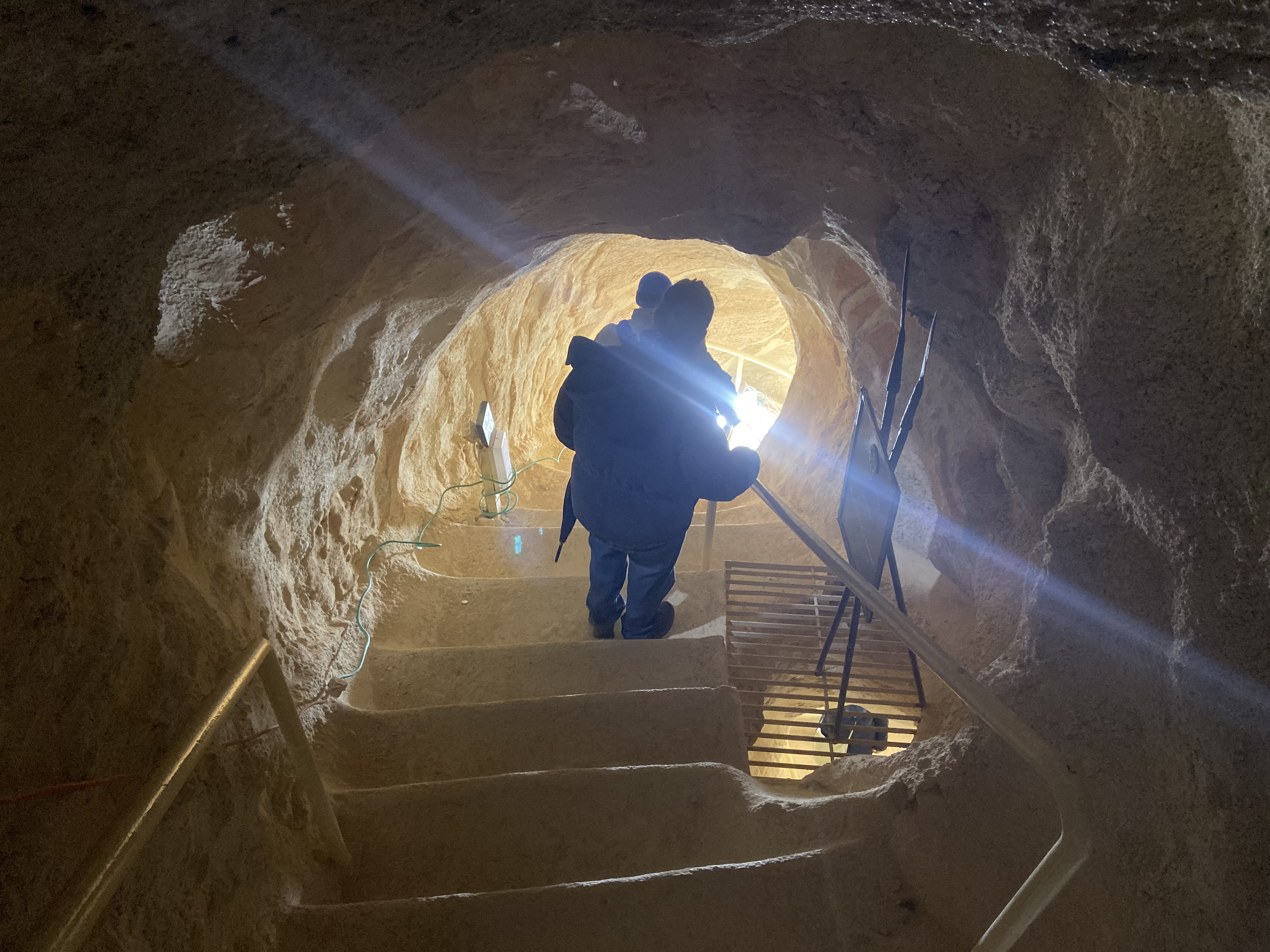
Studenten der historischen Geographie im unterirdischen Netz der herodianischen Festung, das von den jüdischen Rebellen während des Aufstands von Bar Kochba (130–135 n. Chr.) gebaut wurde

#### Einjähriges Zertifikatsprogramm in Altphilologie
Für diejenigen, die es vorziehen, nur ein Jahr in Jerusalem zu bleiben, bietet der MA in Altphilologie eine verkürzte Programmversion, die Studenten, die sie erfolgreich abgeschlossen haben, ein Zertifikat des Polis-Instituts gewährt. Für dieses einjährige Programm (OYP) müssen vier Stufen Altgriechisch und zwei Stufen Biblisch-Hebräisch abgeschlossen sein. Die theoretischen Kurse, die im MA obligatorisch sind, fallen unter die Klassifizierung der „optischen Kurse“ im OYP, und aus dieser Reihe von Kursen wählen die Studenten das Äquivalent von zehn ECTS-Credits. Um die Anforderungen des Programms mit 74 ECTS-Credits zu erfüllen, müssen die Studierenden ebenfalls Wahlfächer im Wert von 20 ECTS-Credits wählen, die eine Kombination aus sprachlichen oder theoretischen Fächern sein können. [46]

#### Einjähriges Zertifikatsprogramm in Sprachen des Nahen Ostens
Auch der MA in Sprachen des Nahen Ostens verfügt über eine eigene verkürzte Programmversion, die Studenten, die sie erfolgreich abgeschlossen haben, ein Zertifikat des Polis-Instituts gewährt. In diesem Programm müssen innerhalb eines Jahres zwei Niveaus Hebräisch (die Schüler wählen zwischen modernem Hebräisch und biblischem Hebräisch), zwei Niveaus modernes Standardarabisch und zwei Niveaus gesprochenes Arabisch abgeschlossen werden. Um das Zertifikat zu erhalten (entspricht 74 ECTS-Credits), müssen die Studierenden zehn ECTS-Credits erwerben, indem sie mehrere optische Kurse (basierend auf der Liste der Pflichtkurse für den entsprechenden MA) erfolgreich absolvieren, und zwanzig ECTS-Credits, indem sie mehrere Wahlfächer erfolgreich abschließen, die eine Kombination aus Sprach- oder theoretischen Kursen sein kann. [46]

#### Zertifikate für Sprachkenntnisse
Für diejenigen, die sich darauf konzentrieren möchten, das Sprechen in den angebotenen Sprachen zu lernen und zu beherrschen, bietet Polis Zertifikatsprogramme auf MA-Niveau in Sprachkenntnissen an, die innerhalb von zwei Jahren abgeschlossen werden können. Es sind keine akademischen Grade erforderlich, um am Sprachprogramm teilzunehmen, und die Schüler können das Niveau in der Sprache ihrer Wahl wählen, das sie für sich selbst am besten halten: vom Anfängerniveau bis zum Niveau für diejenigen, die Kenntnisse in den Fähigkeiten Lesen und Schreiben sowie Sprechfähigkeiten erwerben möchten.
Bisher bietet Polis Altgriechisch und Arabisch für sein Sprachprogramm an. [45] Für das griechische Sprachprogramm lernen die Schüler Griechisch über acht Stufen sowie andere Kurse wie Lektüre griechischer Literatur, Paläographie und Philologie. Der Arabischkurs umfasst sowohl Modernes Standardarabisch als auch gesprochenes levantinisches Arabisch, eine der fünf Hauptvarianten des Arabischen, unter denen die in Palästina, Israel (auch als palästinensisches Arabisch bekannt) gesprochene Art des Arabischen klassifiziert wird. Damit die Schüler das Zertifikat erhalten, müssen sie außerdem zusätzliche theoretische und praktische Kurse belegen, die ihnen helfen, das kulturelle Milieu der Zielsprache zu verstehen und zu schätzen. Sie können auch Wahlpflichtvoraussetzungen erfüllen, indem sie andere Sprachen (Hebräisch, Latein, bohairisches Koptisch und klassisches Syrisch) und theoretische Kurse als Wahlfächer belegen.

### Andere Programme

#### Sommerprogramme und internationale Programme
Im Sommer bietet Polis mehrere intensive Sprachkurse in Jerusalem und im Ausland an. In Rom, Italien und den USA wurden Kurse in Altgriechisch, Biblischem Hebräisch, Latein, Modernem Standardarabisch und Methoden zum Unterrichten alter Sprachen abgehalten. [45] Veranstaltungsorte waren die Päpstliche Universität des Heiligen Kreuzes in Rom, das Christendom College in Virginia, Wisconsin, die Ave Maria University in Florida, die Bridgewater State University in Massachusetts und die University of Kentucky in Lexington, Kentucky. [51] Im Polis-Institut selbst werden im Sommer zusätzlich zu den bereits erwähnten Sprachkursen auch klassisches Syrisch und gesprochenes Arabisch unterrichtet. [45]

#### Sprachkurse
Im regulären Schuljahr (Oktober - Februar) unterrichtet Polis alte und moderne Sprachkurse. Zu den alten Sprachen gehören Altgriechisch, biblisches Hebräisch, Latein, klassisches Syrisch und böhmisches Koptisch. Zu den modernen Sprachen gehören Modernes Hebräisch (Ulpan), gesprochenes Arabisch und modernes Standardarabisch. In der Vergangenheit wurde auch Sumerisch gelehrt. [52] [53] Vor kurzem wurde ein theoretischer Kurs angeboten, in dem Studenten in die Hethiter eingeführt wurden.

### Polis online
Die durch das COVID-19 verursachte globale Situation bot dem Polis-Institut die Gelegenheit, die Möglichkeiten der Polis-Methode mithilfe von Online-Videoplattformen zu testen. Die Herausforderung begann im März 2020, als das Frühjahrssemester durch die globale Pandemie unterbrochen wurde. Seitdem hat das Institut „Tausende von Stunden Online-Unterricht“ verbracht und Kenntnisse und Erfahrungen in der Anpassung seiner Unterrichtsprinzipien „Total Immersion“ und „Dynamic Language Development“ für ein Online-Publikum gesammelt. Zum ersten Mal in seiner Geschichte wurden in dieser Zeit die folgenden Online-Sprachkurse erfolgreich unterrichtet, was positive Rückmeldungen von Studenten erhielt: Altgriechisch, Latein, biblisches Hebräisch, gesprochenes Arabisch, MSA, modernes Hebräisch, koptisches und klassisches Syrisch. Die Migration auf eine Online-Plattform ermöglichte es Polis ebenfalls, seine nichtsprachlichen (theoretischen) Kurse im Internet der weltweiten Öffentlichkeit zugänglich zu machen. [54]

## Konferenzen

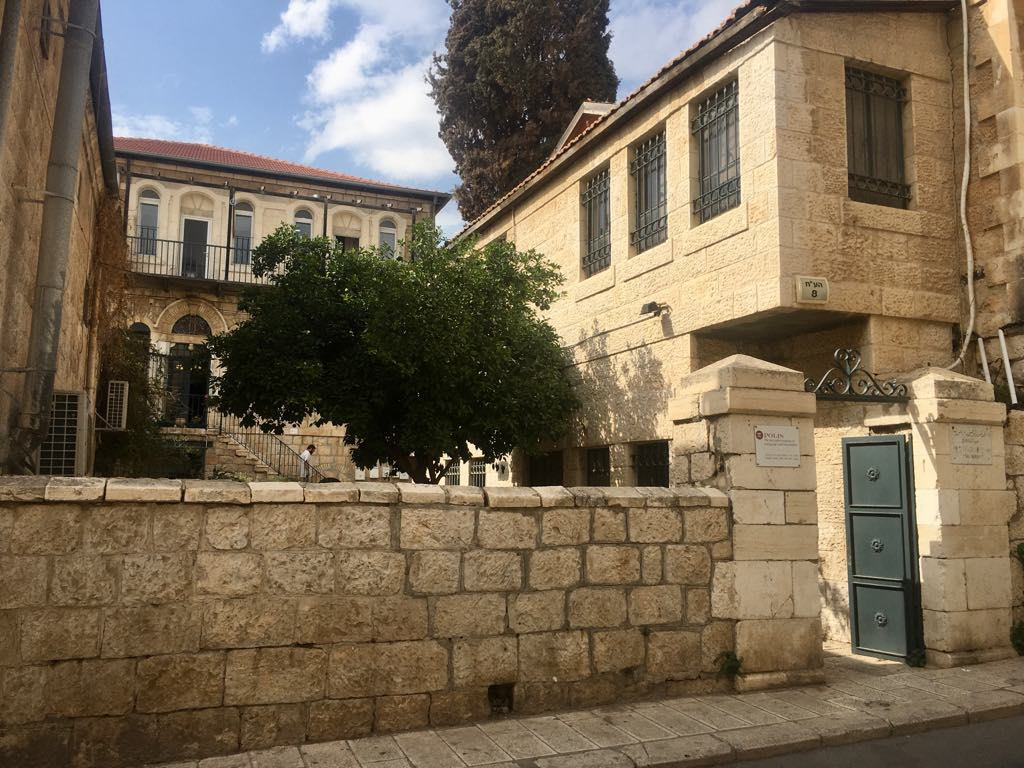
Straßenansicht der Polis-Gebäude

Das Institut veranstaltet internationale interdisziplinäre Konferenzen zu verschiedenen Themen im Bereich der Geisteswissenschaften. Bisher wurden folgende Konferenzen abgehalten

### 2013 – Die Ursprünge des Alphabets
Die erste interdisziplinäre Konferenz des Polis-Instituts fand im Februar 2013 statt und konzentrierte sich angemessen auf „Die Ursprünge des Alphabets“. [55] [56] [57] Einige der führenden Experten zu diesem Thema versammelten sich in Polis, um eine interdisziplinäre Debatte zu diesem Thema zu führen und sich der Diskussion aus der selten angewandten sprachlichen, soziologischen oder psychologischen Perspektive der Entwicklung des Schreibens zu nähern. Unter Berücksichtigung der viel akzeptierten Tatsache, dass der Beginn des Alphabets auf das Gebiet zwischen Ägypten und Phönizien zurückgeführt werden konnte, auch wenn das Schreiben in verschiedenen Teilen der Welt unabhängig voneinander entstand, kamen Wissenschaftler zu dieser interdisziplinären Konferenz, um keine Antwort zu geben nur auf die Frage, wie das Alphabet entstanden ist, aber auch auf die schwierigere Frage, warum es entstanden ist.

### 2015 – Die Bibliothek von Alexandria: Ein kultureller Scheideweg der Antike
Die zweite interdisziplinäre Konferenz des Polis-Instituts fand im Januar 2015 unter dem Thema „Die Bibliothek von Alexandria: Ein kultureller Scheideweg der Antike“ statt. [58] [59] Neben Linguisten und Fachleuten für Septuaginta und griechische Literatur Historiker und Archäologen versammelten sich im Polis-Institut, um Fragen rund um die Bibliothek von Alexandria zu erörtern, die vom 3. Jahrhundert v. Chr. bis mindestens zur Regierungszeit von Cleopatra (48–30 v. Chr.) als das weltweit wichtigste Wissenschaftszentrum galt. Wo befand sich die gigantische Bibliothek genau und welche Texte befanden sich darin? Inwieweit wurde die Königliche Bibliothek zu einem Treffpunkt für verschiedene Sprachen und Kulturen? Und schließlich, warum das Schweigen einiger antiker Autoren über sein Verschwinden? Dies waren einige der Schlüsselfragen, die die Konferenz untersuchte und nach Antworten suchte.

### 2016 – Der Cours de Linguistique Générale wurde erneut besucht: 1916–2016
Die dritte interdisziplinäre Konferenz des Polis-Instituts fand vom 31. März bis 1. April 2016 auf dem Gelände des Instituts unter dem Motto „The Cours de Linguistique Générale Revisited: 1916-2016“ [60] [61] [62] [63] statt der 100. Jahrestag des wegweisenden Buches, in dem die Vorlesungsunterlagen des anerkannten „Vaters der Linguistik“ Ferdinand de Saussure, des Cours de Linguistique Générale (CLG), zusammengestellt wurden. Mehr als ein Dutzend internationale Spezialisten für allgemeine Linguistik, Pragmatik, Philologie, Dialektologie, Übersetzungswissenschaft, Terminologie und Philosophie kamen zusammen, um Themen im Zusammenhang mit Saussures wegweisender Arbeit zu diskutieren, mit der eine wissenschaftliche Disziplin begann, die das Gebiet der Geisteswissenschaften tiefgreifend beeinflusst hat. Die Wissenschaftler diskutierten nicht nur Saussures Werk selbst, sondern auch seinen Hintergrund und seine Rezeption sowie seine Auswirkungen im 20. und 21. Jahrhundert. [63]

### 2018 – Übermittlung eines Erbes: Der Unterricht alter Sprachen von der Antike bis zum 21. Jahrhundert
Bei der vierten interdisziplinären Konferenz des Polis-Instituts vom 16. bis 17. April 2018 nahm das übergeordnete Thema eine pädagogische Wendung und trug den Titel "Übermittlung eines Erbes: Der Unterricht alter Sprachen von der Antike bis zum 21. Jahrhundert". [64] In der diesjährigen Ausgabe der Konferenz versammelten sich mehr als 30 Wissenschaftler und Sprachlehrer und / oder reichten Beiträge ein, die in verschiedenen Vorträgen und Präsentationen gehalten wurden, die unter anderem den Unterricht in Latein, Griechisch und Hebräisch im Laufe der Jahrhunderte behandelten. im alten Sumer schreiben lernen; die Darstellung von Lateinlehrern im Film; und historische Themen. Auf dieser Konferenz waren vier Kontinente mit Wissenschaftlern aus den Niederlanden, Kroatien, dem Vereinigten Königreich, Bulgarien, Polen, Schweden, Frankreich, Italien, den Vereinigten Staaten, Brasilien, Argentinien, Israel und Japan vertreten.

## Die Polis Institute Press

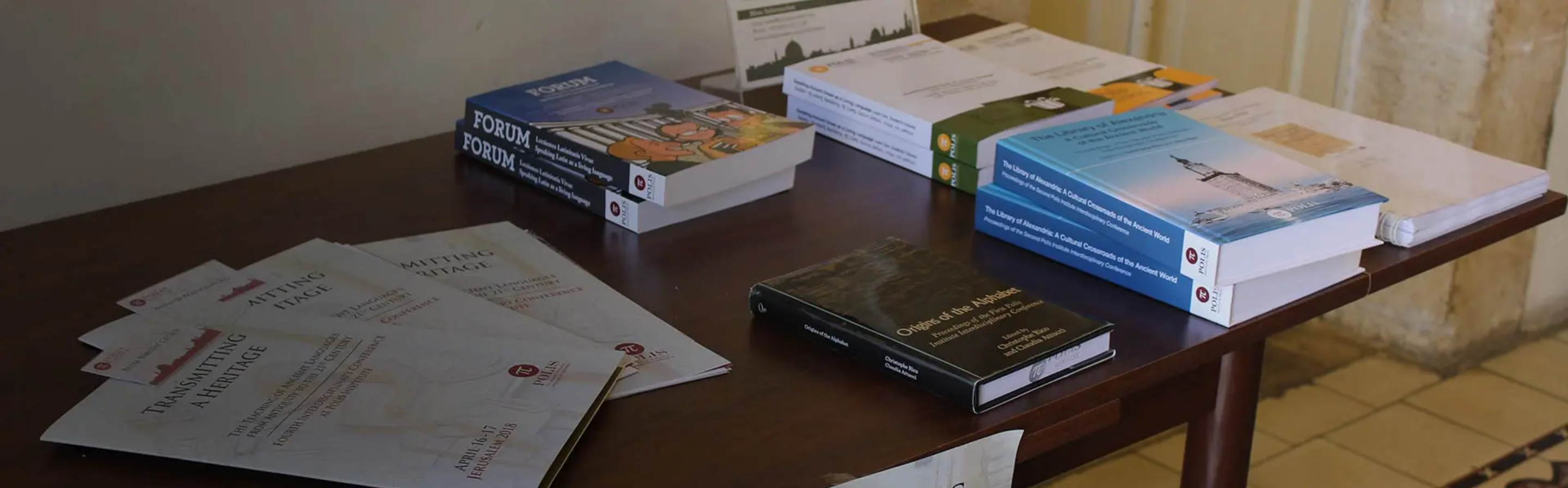
Einige Veröffentlichungen des Polis Institute

Das Polis-Institut hat einen eigenen Verlag, der Bücher veröffentlicht, die die Polis-Methode des Sprachunterrichts fördern. Es veröffentlicht auch zeitgenössische Forschungsergebnisse zu vom Institut geförderten Bereichen wie alten Sprachen und Kultur, Sprachunterricht, Sprachgeschichte usw.

### Alte Sprachlehrbücher

#### Πολις (Polis): Λαλεῖν τῇ κοινῇ διαλεκτῳ τῇ ζώσῃ (Griechisch als lebendige Sprache sprechen)
„Polis: Griechisch als lebendige Sprache sprechen“ ist eine Lehrbuchreihe, die den Unterricht in Altgriechisch nach der Polis-Methode ergänzt.
Stufe 1 dieser Lehrbuchreihe ist das erste Lehrbuch auf Englisch, das von der Polis Institute Press veröffentlicht wurde. Dieser besondere Band enthält Original-Konversationstexte, die der Linguist Christophe Rico, Fakultät für Polis, in Altgriechisch verfasst hat, sowie Originalillustrationen von Pau Morales. Es enthält ebenfalls sieben Original-Songs, die von verschiedenen Mitarbeitern in Altgriechisch geschrieben wurden und auf der offiziellen Website des Polis-Instituts angehört werden können (der direkte Link zu den Audiodateien befindet sich unten unter „Externe Links - Audio“). Sowohl die Schüler- als auch die Lehrerbände der Stufe 1 wurden 2015 veröffentlicht. Zu den früheren Veröffentlichungen dieses Bandes gehören Versionen in Französisch (Editions du Cerf, 2009), Italienisch (Edizioni San Paolo, 2010) und Deutsch (Helmut Buske, 2011) davon enthielten zwölf Kapitel. Die englische Ausgabe ist eine erweiterte Version mit zwanzig Kapiteln. [65]
Auf dem Höhepunkt der globalen Pandemie im Jahr 2020 wurden zwei Bände von Studenten als elektronische Bücher veröffentlicht: Stufe 2 (Teil 1) mit zwanzig Kapiteln [66] und Stufe 3 (Teil 1) mit elf Kapiteln [67].
In Übereinstimmung mit dem Prinzip des vollständigen Eintauchens, das ein Eckpfeiler der Polis-Methode ist, ist fast die gesamte Buchreihe in Altgriechisch verfasst. Ausnahmen wurden für die Einführung, das Vorwort, die wichtigsten grammatikalischen Begriffe und Anweisungen zu den Übungen gemacht, die fortgeschrittene Kenntnisse des Altgriechischen erfordern. Diese Abschnitte sind in englischer Sprache verfasst.

#### Forum: Lectiones Latinitatis Vivae (Latein als lebendige Sprache sprechen)
Die Autoren von „Forum: Latein als lebendige Sprache sprechen“ behaupten, es sei das erste Lehrbuch, das einen Ansatz - die Polis-Methode - ergänzt, der „die wichtigsten Lehrmethoden für den modernen Spracherwerb auf (das Unterrichten von) Latein anwendet“. [ 68] Dieses 2017 veröffentlichte Buch basiert auf Inspirationen und Erfahrungen seines antiken griechischen Vorgängers „Polis“. Einige der illustrierten Charaktere des Buches sowie einige seiner Gesprächsthemen erinnern den Benutzer an das griechische Lehrbuch. Das lateinische Buch wurde vom "Polis" -Autor Christophe Rico zusammen mit einem internationalen Team aus Frankreich, Österreich, den Niederlanden und Spanien geschrieben.

### Forschungspublikationen

#### Ursprünge des Alphabets: Vorträge der ersten interdisziplinären Konferenz des Polis Institute

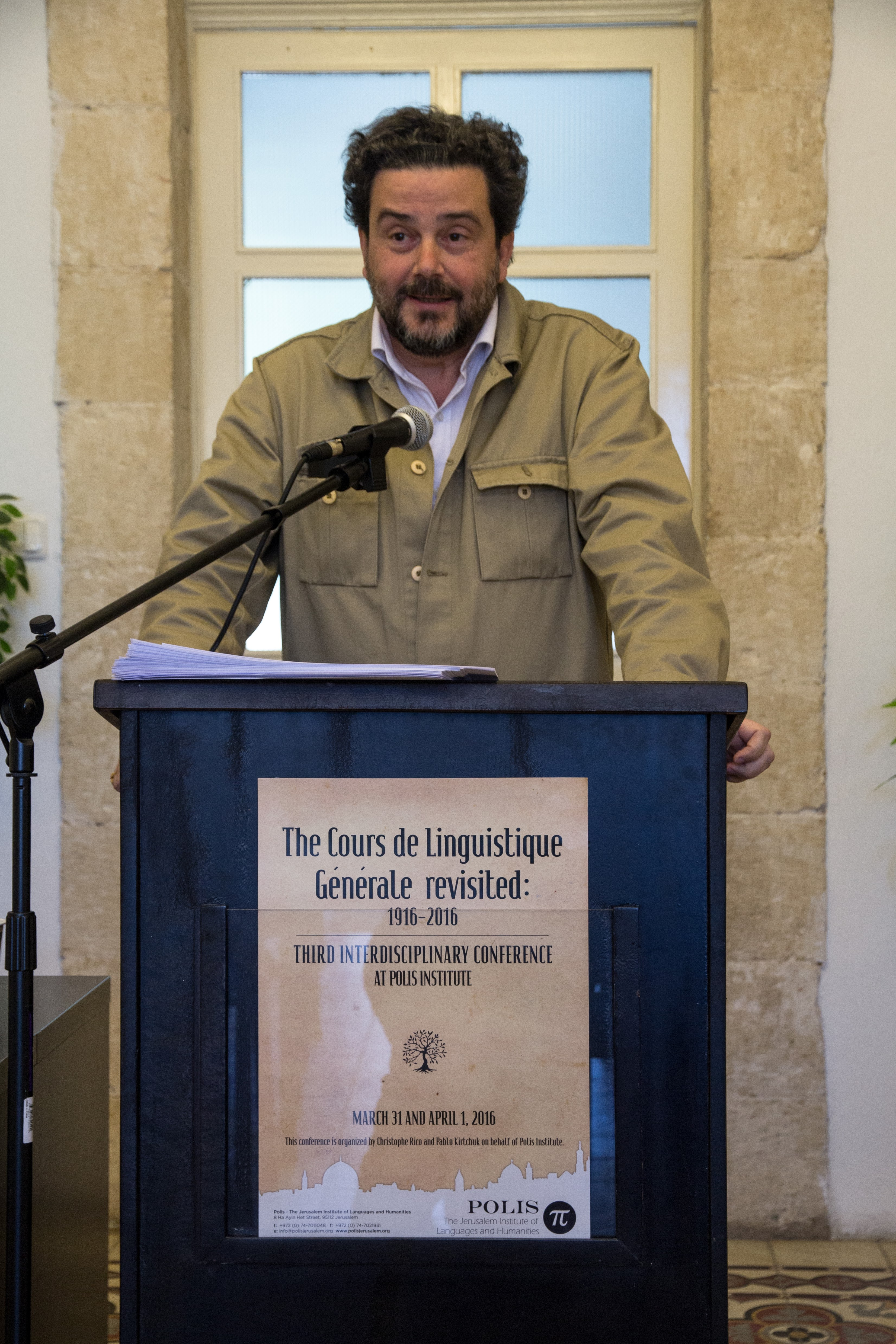
Der Philosoph, Linguist, Dichter und existentialistischer Psychoanalytiker Georges-Elia Sarfati hielt während der interdisziplinären Konferenz des Dritten Polis-Instituts einen Vortrag.

Diese Publikation vereint Beiträge, die während der ersten interdisziplinären Konferenz des Polis-Instituts vorgestellt wurden. Dieser von Christophe Rico und Claudia Attucci herausgegebene Band zeigt, dass „ein breiter Konsens über die Hauptfaktoren und Umstände entsteht, die die Geburt des Alphabets umgeben“. [69] Das Buch enthält Artikel in englischer und französischer Sprache mit Beiträgen von Aaron Demsky, Maria Vittoria Tonietti, Emile Puech, Orly Goldwasser, Pascal Vernus, Christophe Rico, Clotilde Pontecorvo und Franca Rossi.

#### Die Bibliothek von Alexandria: Ein kultureller Scheideweg der Antike: Vorträge der zweiten interdisziplinären Konferenz des Polis-Instituts
Dieser Band präsentiert die Arbeiten der Polis-Konferenz, die sich mit den großen Fragen rund um die wohl berühmteste Bibliothek der Antike befassten. Das Buch enthält Artikel von Hélène Fragaki, Emmanuel Friedheim, Sylvie Honigman, Christophe Cusset, Anca Dan, Daniela Dueck, Jan Joosten, Jane L. Lightfoot, Christophe Rico und Étienne Nodet und behandelt eine Vielzahl von Themen wie die Architektur von der Bibliothek, ihr Inhalt, die Verbindungen der Bibliothek zur Septuaginta und die Geheimnisse rund um ihr Brennen. Diese Veröffentlichung wurde von Christophe Rico und Anca Dan herausgegeben. [58]

#### Der Cours de Linguistique Générale wurde erneut besucht: 1916–2016: Die dritte interdisziplinäre Konferenz des Polis-Instituts
Dieses von Christophe Rico und Pablo Kirtchuk herausgegebene Buch präsentiert die Arbeiten der Interdisziplinären Konferenz des Polis-Instituts zur CLG. Die Autoren und Wissenschaftler des Bandes - aus Israel, Deutschland, Frankreich, Spanien und Belgien - sind Elitzur Bar-Asher Siegal, Cyrill Aslanov, Gerda Haßler, Eran Cohen, Gilbert Lazard, Hermann Parret, François Jacquesson, Georges Kleiber, Maurice Pergnier, Georges-Elia Sarfati, Pablo Kirtchuk, Loïc Depecker, Christophe Rico und José Ignacio Murillo. Ein kurzer Überblick über das Inhaltsverzeichnis des Buches gibt Hinweise auf die drei allgemeinen Bereiche, die in den Diskussionen und Debatten der Konferenz behandelt werden: eine Neubewertung der Quellen der CLG und ihres Einflusses auf die moderne Linguistik; die Hauptkonzepte und Dichotomien der CLG; mögliche Studienwege, die von der CLG möglicherweise unvorhergesehen sind. [63]

## Die Polis-Gemeinschaft

### International

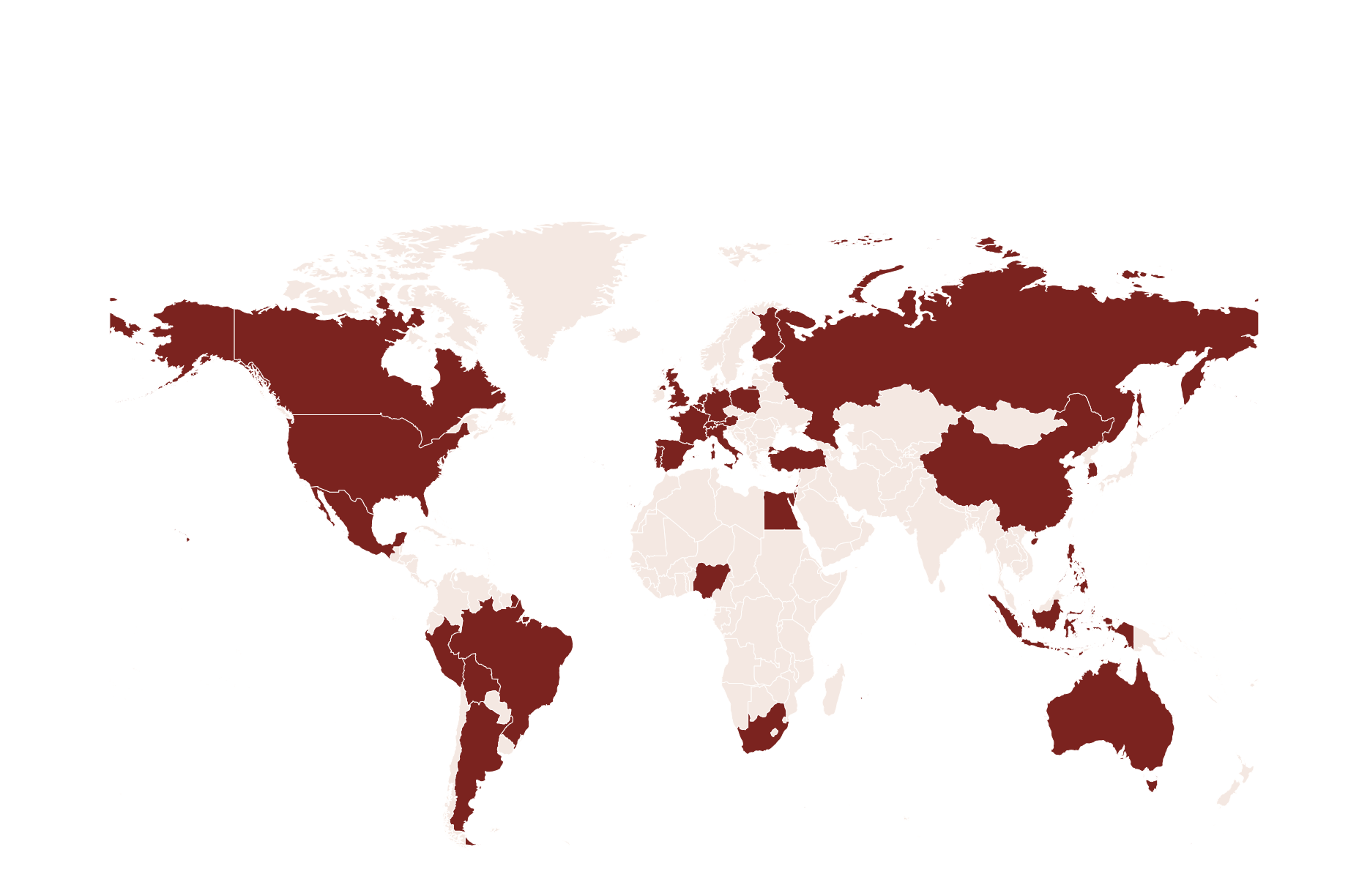
Eine Kartenillustration der Herkunft der Community-Mitglieder des Polis Institute.

Lehrer, Mitarbeiter, Alumni und Schüler von Polis bilden eine vielfältige Gemeinschaft, deren Mitglieder aus allen Teilen der Welt zusammenkommen, die durch die Motivation ihrer Mitglieder, Sprachen zu lernen, zusammengebracht werden. Sie repräsentieren sechs Kontinente und kommen aus folgenden Ländern: [10]
Asien: China, Indien, Indonesien, Israel, Philippinen, Südkorea, Taiwan, Türkei
Afrika: Ägypten, Nigeria
Europa: Österreich, Finnland, Frankreich, Deutschland, Italien, Niederlande, Polen, Portugal, Russische Föderation, Spanien, Schweiz, Vereinigtes Königreich
Nordamerika: Kanada, Mexiko, Vereinigte Staaten von Amerika
Ozeanien: Australien
Südamerika: Argentinien, Bolivien, Brasilien, Chile, Kolumbien, Ecuador, Peru

### DiaLogo Academy

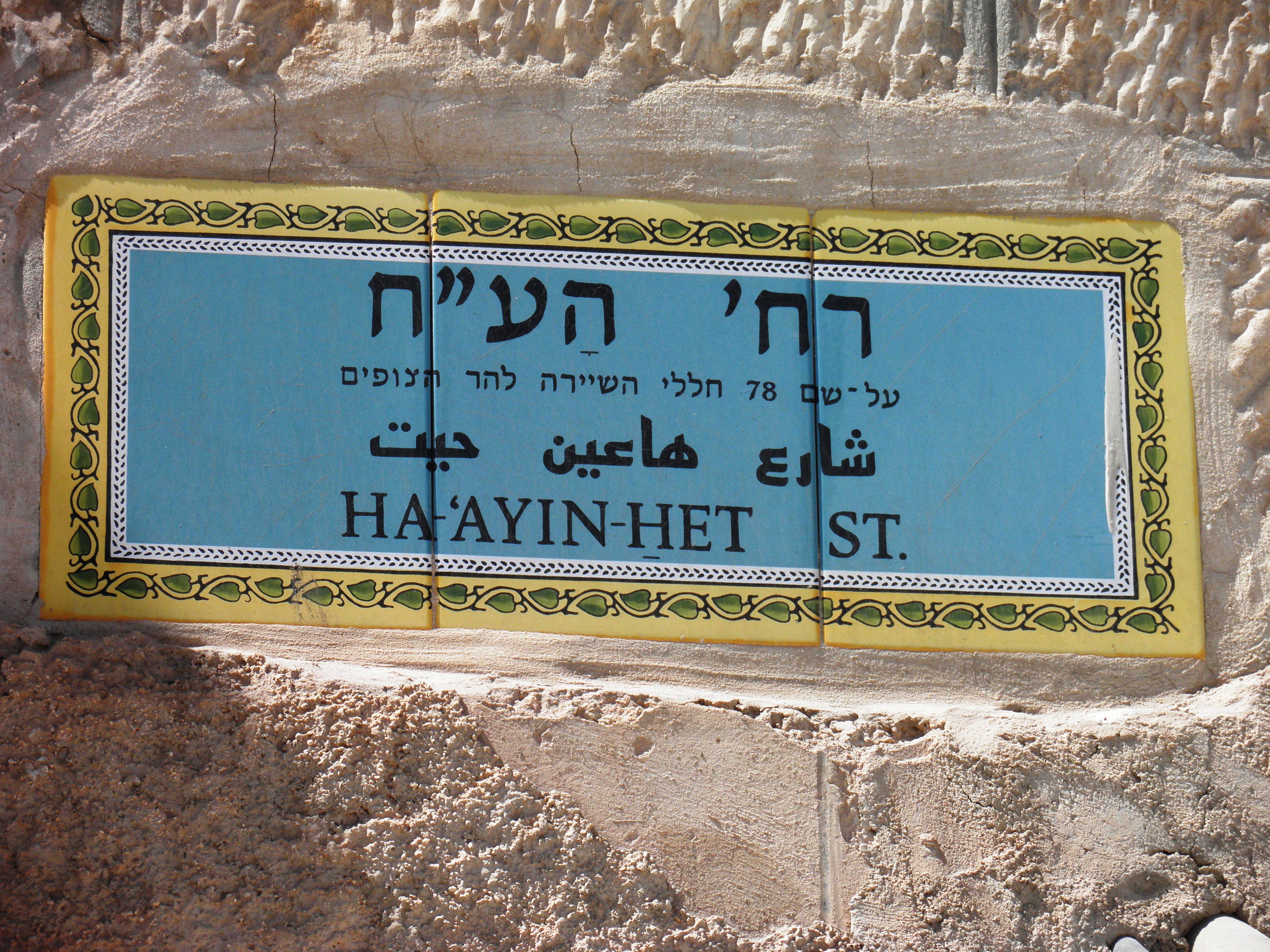
Die Ha Ayin-Het Street, in der sich Polis befindet, ist nach den 78 Personen benannt, die bei dem Massaker an einem medizinischen Konvoi in Hadassah 1948 getötet wurden

Die DiaLogo Academy wurde im Januar 2018 als Studenteninitiative unter der Schirmherrschaft von Polis gegründet und ist nun eine umfassende Plattform zum Erlernen von Sprachen. Es wurde von zwei Alumnae gegründet, die im Polis-Institut alte und semitische Sprachen studierten und moderne Sprachen wie Spanisch und Englisch nach der Polis-Methode unterrichten. [70] Die DiaLogo Academy hat eine akademische Partnerschaft mit dem Polis Institute. [71]

### Ort
Das Viertel Musrara, in dem sich das Polis-Institut befindet, war früher ein Ort ethnischer Konflikte und sozialer Spannungen. An einen solchen Konflikt erinnert der Name der Straße, in der sich das Institut befindet. Die Straße Ha Ayin-Het (hebräisch: הע"ח) bedeutet wörtlich "Die Straße 77" in Bezug auf die eine anonyme und 77 bekannte Person, die bei dem historisch als Massaker des medizinischen Konvois Hadassah bekannten Menschen getötet wurde.
Im Laufe der Jahre wurde es erneuert und zog Künstler, Intellektuelle und internationale Freiwillige an. Die zentrale Lage des Viertels an der Kreuzung verschiedener Kulturen sowie seine Geschichte und Bildhaftigkeit sind Mehrwert Merkmale. Zusammen mit Polis tragen andere kulturelle Einrichtungen wie die Naggar School of Photography, Media and New Music (einer der vielen Namen der Musrara School of Art) und das Museum On The Seam zum neuen Image des Viertels bei. Die Bezalel Akademie der Künste plant auch, in die Nachbarschaft im zentralen Jerusalemer Zentrum zu ziehen. [72] Das Institut befindet sich in der Nähe anderer Zentren der Bibelforschung in Jerusalem, wie der École Biblique (Französische Biblische und Archäologische Schule) und des Schwedischen Theologischen Instituts.

### Videos
- An explanation of the Polis Method
- The Polis method in action: A Koine Greek lesson taught by professor Christophe Rico
- Graduate student Michael Kopf delivers a speech in Ancient Greek
- Polis explained by Christophe Rico
- Christophe Rico - Living Sequential Expression
- A Collection of Video Resources from the Polis Institute
- Polis alumnus and Greek instructor, Rogelio Toledo-Martin, gives a talk in Ancient Greek in a New York City conference
- Polis alumnus, Fernando Barreto De Morais, gives a talk in Ancient Greek in a New York City conference

### Audios
- A Collection of Audio Resources for Latin and Greek from the Polis Institute

## Belege
1. ↑  Polis Institute: Polis - the Jerusalem Institute of Languages and Humanities Academic Programs 2020/21. 2020.